# Inger Gammelgaard Madsen
 Der er for få eller ingen kildehenvisninger i denne artikel, hvilket er et problem. Du kan hjælpe ved at angive troværdige kilder til de påstande, som fremføres i artiklen.

Inger Gammelgaard Madsen' (født 3. januar 1960) er en dansk krimi-forfatter fra Vejlby-Risskov ved Århus.
Hun er uddannet Grafisk Designer og udgav i 2008 sin første krimi "Dukkebarnet" på Forlaget DarkLights.
2009 udkom den anden krimi i serien, "Drab efter begæring", på samme forlag.
Januar 2010 etablerede hun sit eget forlag, Forlaget Farfalla, hvor hun udgav sin tredje krimi "Fremmed indtrængen" august samme år.
Bøgerne tager alle udgangspunkt i aktuelle emner og er en blanding af fiktion og virkelighed.
Inger Gammelgaard Madsen laver alt grafisk arbejde som bogomslag, opsætning af bøgerne og markedføring i sin grafiske virksomhed.

## Udgivelser
- Dukkebarnet, 2008
- Drab efter begæring, 2009
- Fremmed indtrængen, 2010
- Under skriftesegl, 2011
- Stjålet identitet, 2012
- Lig bløder ikke, 2013
- Slangernes gift, 2014
- Dommer og bøddel, 2015
- Brændende skyld, 2016
- Blodregn, 2016
- Falkejagt, 2017
- Blå iris, 2018
- Gadepræsten, 2019
- Nattelinjen, 2020
- Veganeren, 2021
- Fartdjævlen, 2022